# Stay With Me (平井堅の曲)
「Stay With Me」（ステイ・ウィズ・ミー）は、日本の歌手、平井堅の5枚目のシングル。1996年11月1日に発売された。
累計出荷枚数は1万枚。

## 収録曲
| 全作詞: 平井堅。 |                                        |        |                  |                            |      |
| #                | タイトル                               | 作詞   | 作曲             | 編曲                       | 時間 |
| 1.               | 「Stay With Me」                       | 平井堅 | ジョー・リノイエ | ジョー・リノイエ、鈴川真樹 | 4:59 |
| 2.               | 「スウィートルーム」                   | 平井堅 | 平井堅           | ジョー・リノイエ           | 5:02 |
| 3.               | 「Stay With Me」(オリジナル・カラオケ) | 平井堅 |                  |                            | 4:59 |